# Ringier Deutschland
Ringier Deutschland GmbH war eine auf Special-Interest-Magazine spezialisierte, selbstständige deutsche Verlagstochter des Schweizer Großverlags Ringier mit Sitz in München. Dort erschienen Titel wie Natur, Globo, fotoMAGAZIN, Alpin, Fliegermagazin oder Drachenfliegermagazin.

## Geschichte
Anfang der 1970er Jahre expandierte die Schweizer Ringier AG nach Deutschland, kaufte den Münchner, auf Foto-Bücher und  -zeitschriften spezialisierte Heering-Verlag und nannte die neue Firma „Ringier Deutschland GmbH“. Mit Heering erwarb Ringier neben Foto-Buchreihen die Titel fotoMAGAZIN und das Händlermagazin Fotowirtschaft. Vom Münchner Luftfahrtverlag Walter Zuerl erwarb Ringier darüber hinaus die Titel Fliegermagazin und das in der Gründung befindliche Drachenfliegermagazin. Hinzu kamen die Titel Alpin sowie später Natur, das Magazin von Horst Stern.
Neuentwicklungen waren 1995 das Reisemagazin GLOBO sowie das von dem Auto- und Luftfahrtjournalisten Peter Groschupf entwickelte Kundenmagazin BMW Magazin. Runner’s World war die erste Lizenzausgabe des Verlags.
Ringier Deutschland beschäftigte knapp 100 Mitarbeiter und produzierte zeitweise zehn monatlich erscheinende Magazine und zahlreiche Sonderhefte. 1988 zog der Verlag nach München-Neuperlach. Das ehemalige Heering-Verlagshaus in Sendlinger Ortlerstraße 8 ist heute Wohnhaus.

## Auflösung und Ausverkauf
2001, zwei Jahre nach dem Tod des langjährigen Geschäftsführers Wolf Prüter und unter der Führung seines Nachfolgers, des vormaligen Verlagsleiters Bodo Meinsen, gab der Ringier-Konzern seine Geschäftstätigkeit in Deutschland auf. Der Verlag wurde kontrolliert aufgelöst.
Die meisten Titel – Fliegermagazin, Drachenfliegermagazin (heutiger Name: Fly and glide), Fotomagazin, Fotowirtschaft und weitere – verkaufte Ringier an den Hamburger Top-Special-Verlag, eine Springer-Tochter, aus der nach einer Fusion mit dem Jahr-Verlag der Jahr Top Special Verlag wurde. Die Titel Alpin und Natur wurden von Redakteuren herausgekauft und weitergeführt. Natur erschien bis vor kurzem als Natur Kosmos beim Konradin-Verlag, erscheint heute wieder unter dem alten Titel Natur. Runner’s World joggte nach Stuttgart zur Motorpresse. Lediglich für das Reisemagazin GLOBO fand sich kein Käufer, denn die großen Verlage hatten nach dem Erscheinen von GLOBO selbst Reisemagazine entwickelt und letztlich den Markt übersättigt. Das Magazin wurde eingestellt.

## Pitch um das BMW Magazin
Den Auftrag für das BMW Magazin versuchten Chefredakteur Peter Groschupf und Ringier-Deutschland-Verlagsleiter Günter Forster weiterzuführen, was zunächst auch gelang, bis BMW-Chef Bernd Pischetsrieder den bereits unterschriebenen Vertrag für ungültig erklärte und einen zweiten Pitch durchführen ließ, nachdem ein erster Bieterwettbewerb bereits von Groschupf und Forster gewonnen worden war. Den zweiten Bieterwettbewerb um dieses in 23 Sprachen erscheinende Magazin gewann schließlich die Corporate-Publishing-Abteilung des Hamburger Verlagshauses Hoffmann und Campe, die später unter Hoffmann und Campe X firmierte. Nach Verlust des BMW-Auftrags 2017 ging Hoffmann und Campe X 2020 im Mutterhaus Jahreszeiten Verlag auf, die Aufträge für Kunden wie Bauhaus, Hochtief oder Talanx wurden 2024 von der Agentur Storyboard übernommen.

## Ringier Publishing (Deutschland)
Die Ringier-Tochter Ringier Publishing (Deutschland) GmbH, Herausgeber unter anderem des Magazins Cicero, hat mit der erloschenen Ringier Deutschland GmbH in München keine Verbindung.

## Dokumentation
- Christian Kolbe: Spuren der Zeit 175 Jahre Ringier – Patriarchen, Presse und Profit. In: DOK, Schweizer Fernsehen, 5. Mai 2008.[3]